# Emmerson Mnangagwa
Emmerson Mnangagwa, né le 15 septembre 1942 à Shabani (aujourd'hui Zvishavane), est un homme d'État zimbabwéen, président de la république du Zimbabwe depuis le 24 novembre 2017.
Premier vice-président de la république du Zimbabwe de 2014 à 2017, il accède à la présidence du pays à la suite du coup d'État de 2017, qui aboutit au départ du pouvoir de Robert Mugabe. Il remporte de façon contestée l'élection présidentielle de l'année suivante.

## Biographie

### Jeunesse

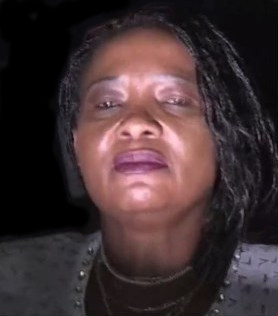
Son épouse, Auxillia Mnangagwa.

Dambudzo Mnangagwa est né le 15 septembre 1942 à Shabani, une ancienne ville minière située dans la colonie britannique de Rhodésie du Sud (aujourd'hui Zvishavane au Zimbabwe). Membre d'une famille nombreuse, ses parents, Mafidhi et Mhurai Mnangagwa, sont des agriculteurs issus du peuple Kalangas lesquels sont apparentés au grand groupe des Shonas. Son grand-père paternel, Mubengo Kushanduka, a servi à la cour du roi Ndebele, Lobengula, et s'est battu contre les Britanniques lors de la Seconde Guerre ndébélé. Dambudzo Mnangagwa effectue ses études primaires à l'école primaire du village de Shabani.
À la fin des années 1940, Mafidhi Mnangagwa est devenu le chef par intérim du village mais en 1952, entre en conflit avec un fonctionnaire chargé du développement foncier qui a confisqué du bétail appartenant aux villageois. Le commissaire de district, ne souhaitant pas le combattre ni l'emprisonner, lui conseille de partir en Rhodésie du Nord (actuelle Zambie), qui est alors également une autre colonie britannique.
La famille Mnangagwa s'installe alors à Mumbwa où le jeune Emmerson  poursuit ses études entre 1956 et 1957 avant de s'inscrire à Kafue dans une école de métiers liés à la construction. Il intègre ensuite le Technical College de Hodgson puis un cours industriel. Avec d'autres élèves, il est expulsé de l'université en 1960 pour activisme politique. Il rejoint alors le mouvement étudiant UNIP.
En 1962, Emmerson Mnangagwa est recruté par l'Union du peuple africain du Zimbabwe (ZAPU) et notamment Willie Musarurwa (en). Après avoir rejoint ce mouvement, il part pour le Tanganyika (actuelle Tanzanie) où il reste à Mbeya puis au nouveau camp d'entraînement du ZAPU. En avril 1963, avec douze autres membres de la ZAPU, il est envoyé à Dar es-Salaam, puis à Héliopolis pour une formation militaire à l'Académie militaire égyptienne.
En août 1963, avec dix des treize cadres, il décide de se joindre à la nouvelle Union nationale africaine du Zimbabwe (ZANU). Ceci provoque leur mise en détention par les autorités égyptiennes qui ont reconnu la ZAPU, mais pas la ZANU. Un envoyé de Robert Mugabe obtient cependant leur libération, et des billets d'avion leur sont fournis pour revenir à Dar es Salaam. À leur arrivée au Tanganyika, Emmerson Mnangagwa et cinq autres de ses camarades rejoignent le premier camp Frelimo à Bagamoyo fin août 1963. Emmerson Mnangagwa est envoyé en Chine avec d'autres membres de l'Armée de libération nationale africaine du Zimbabwe (Zimbabwe African National Liberation Army ou ZANLA). Ils passent les deux premiers mois à l'école du marxisme de l'université de Pékin, puis se consacrent à l'entraînement au combat. Il y est formé également au renseignement. Après avoir terminé l'entraînement militaire en mai 1964, ils retournent au Tanganyika, où ils forment le « groupe des crocodiles »,. Emmerson Mnangagwa tisse des liens en Chine, qui grandissent ensuite au fil des années. Le groupe assiste au congrès de la ZANU à Mkoba en mai 1964.
En janvier 1965, au cours d'une opération, ce « groupe des crocodiles » tue un fermier résident et un réserviste de la police, à Chimanimani, et sabote du matériel ferroviaire à Fort Victoria. Cette action entraîne la capture et la pendaison de deux membres du groupe. Emmerson Mnangagwa est également arrêté. Il avoue sous la torture qu'il a participé à l'opération et est reconnu coupable en vertu de la loi de 1960 sur le maintien de l'ordre public. Ses avocats plaident qu'il est mineur et ne peut pas être exécuté. Il est condamné à dix ans d'emprisonnement. Il passe la première année à la prison de Salisbury, puis à la prison de Grey Street, et plus tard à la prison de Khami (toutes deux près de Bulawayo) où il reste six ans et huit mois, avec d'autres militants nationalistes, dont Robert Mugabe dont il devient proche. Il est ensuite expulsé en Zambie et reprend des études de droit à la demande de son mouvement. Après avoir terminé ses études à l'université de Zambie, il pratique le droit auprès d'Enoch Dumbutshena et est nommé secrétaire de la ZANU pour la zone de la Zambie, à Lusaka. Il devient membre du comité des étudiants en politique de l'université de Zambie. Il gravit ensuite, à la fin des années 1970, les échelons au sein de la ZANU.

### Carrière politique

#### Débuts
En 1980, il est nommé ministre, successivement de la Sécurité d'État jusqu'en 1988, de la Justice entre 1988 et 2000 et des Finances entre 1995 et 1996 (« une période de stabilité économique »). En 1983 et 1984, il pilote également, avec Constantino Chiwenga, la division Gukurahundi, une entité entraînée par la Corée du Nord, qui écrase et massacre dans le Matabeleland les forces de l'ex-ZAPU de Joshua Nkomo. Durant cette période il « cimente ses liens avec l'armée et les services de renseignement, qui sont restés une base loyale ».
Président du Parlement entre juillet 2000 et 2005, il est ensuite ministre du Logement rural entre avril 2005 et février 2009 puis de la Défense entre 2009 et 2013. Il joue un rôle important dans les violences qui ensanglantent l'élection présidentielle de 2008, et est accusé par l'opposition d'avoir également joué un rôle dans les violences qui ont marqué l'élection de 2013.
La Purge zimbabwéenne de 2007 se base sur l'information, selon le gouvernement, que des soldats prévoient de destituer de force le président Robert Mugabe et de demander à Mnangagwa de former un gouvernement avec les chefs des forces armées. Mnangagwa et le ministre de la Sécurité de l'État, Didymus Mutasa (en), déclarent ne pas être au courant du complot, Mnangagwa le qualifiant de « stupide ». Certains analystes ont émis l'hypothèse que des potentiels successeurs de Mugabe, tels que l'ancien chef de la Zimbabwe African National Liberation Army, Solomon Mujuru (en), tentaient peut-être de discréditer Mnangagwa.

#### Vice-président de la République
En décembre 2014, il succède à Joice Mujuru comme premier vice-président de la République.
La question de la succession de Robert Mugabe se pose rapidement après sa nomination comme vice-président de la République en raison de l’âge avancé de celui-ci (93 ans en février 2017). Mugabe indique qu'il souhaite voir son épouse, Grace Mugabe, lui succéder, et écarte de la ZANU-PF et du gouvernement les rivaux potentiels de cette dernière. Mais Grace Mugabe, connue pour ses goûts de luxe et sa brutalité, est impopulaire. Le 4 novembre 2017, Mugabe répète qu'il souhaite que son épouse devienne vice-présidente. Dans ce contexte, le 6 novembre, Emmerson Mnangagwa est limogé de la vice-présidence, pour « manque de loyauté », ce qui déplaît aux forces armées du pays,.
Le 15 novembre 2017, le général Sibusiso Moyo annonce à la télévision nationale prendre le contrôle des rues afin « d'éliminer des criminels proches du président Mugabe ». Dans le cadre de ce coup d’État, Robert Mugabe et sa femme sont placés en résidence surveillée par l'armée. Le 19 novembre, le comité central de la ZANU-PF destitue Robert Mugabe de son poste de président du parti et le remplace par Emmerson Mnangagwa. Le Parlement prévoit de voter une mention de censure le 21 novembre pour le démettre de son mandat de président du Zimbabwe s'il n'a pas démissionné d'ici-là. Le jour même, la ZANU-PF désigne Emmerson Mnangagwa candidat à l'élection présidentielle de 2018.

#### Premier mandat de président de la République
Robert Mugabe démissionne le 21 novembre 2017 pour devancer la procédure de destitution lancée à son encontre.
Emmerson Mnangagwa regagne le Zimbabwe le lendemain, le 22 novembre. Il prend la tête de l'État par intérim, puis est investi président de la République en prêtant serment le 24 novembre. Le 25 novembre, la justice zimbabwéenne déclare constitutionnel le coup d'État et annule rétroactivement le limogeage d'Emmerson Mnangagwa de son poste de premier vice-président.
Le 30 novembre 2017, trois jours après avoir dissous le gouvernement de son prédécesseur, il forme un gouvernement composé exclusivement de membres de la ZANU-PF et de deux militaires, dont Sibusiso Moyo, un des participants au coup d'État, nommé ministre aux Affaires étrangères. Le 2 décembre, le gouvernement est remanié, puis les ministres prêtent serment le 4 décembre. Le 27 décembre 2017, il nomme Constantino Chiwenga et Kembo Mohadi comme vice-présidents de la République.
Emmerson Mnangagwa donne, fin novembre 2017, trois mois aux entreprises et particuliers ayant placé illégalement des capitaux à l'étranger pour les rapatrier, sous peine de poursuites. Alors que son prédécesseur avait favorisé le racisme antiblanc, il promet de réformer la politique agraire du pays afin que les Blancs retrouvent leurs terres, la politique de Mugabe en la matière ayant de l’avis général participé à la ruine de l'économie du Zimbabwe.
Le 30 juillet 2018, il est élu de justesse dès le premier tour de l'élection présidentielle. Sa victoire est contestée par son principal opposant, Nelson Chamisa (coalition MDC), et donne lieu à des violences. Mnangagwa condamne les actions des militaires qui ont tenté d'empêcher le déroulement d'une conférence de presse du MDC, ainsi que la répression. Le 10 août, le MDC dépose un recours à la Cour suprême, qui a alors 14 jours pour prendre une décision, tandis que la cérémonie d'investiture de Mnangagwa, prévue pour le 12 août, et pour laquelle la présidence a invité des dirigeants internationaux, est reportée à une date ultérieure. Le 24 août, la Cour constitutionnelle confirme à l'unanimité les résultats annoncés par la commission électorale. Les juges expliquent que le MDC n'a pas fourni de preuves substantielles de fraudes électorales. Le MDC répond qu'il accepte la décision de la Cour. La cérémonie d'investiture se déroule le 26 août. Six manifestants sont par ailleurs tués par l'armée, certains opposants sont arrêtés, d'autres torturés. Le 7 septembre 2018, il forme son nouveau gouvernement.
En 2018, il commue en peines de prison les peines de plusieurs détenus condamnés à mort, mais attendant dans le « couloir de la mort » depuis plus de 10 ans.

#### Second mandat
En octobre 2022, Emmerson Mnangagwa est investi candidat par la Zanu-PF pour la présidentielle de 2023. Le 26 août 2023, il est élu pour un second mandat à la tête du pays, contesté cependant par une forte opposition qui dénonce un scrutin irrégulier.
Le 31 décembre 2024, il signe un décret abolissant en grande partie la peine de mort au Zimbabwe, qui fait suite à un moratoire de facto de près de 20 ans durant lesquels le pays n'a pas pratiqué d'exécutions. Tous les détenus attendant dans le couloir de la mort voient leur peine commuée en peine d'emprisonnement.

## Positions politiques
Emmerson Mnangagwa est un opposant farouche à la peine de mort, qu'il considère comme un « affront à la dignité humaine ». Il fait de son abolition dans le pays un combat politique de premier plan. La Croix relie cet engagement à sa jeunesse, lorsqu'il avait lui-même été condamné à mort, avant de voir sa peine réduite.